# عبد الرحمن الناصر لدين الله
أمير المؤمنين أبو المُطرّف عبد الرحمن الناصر لدين الله (ولد 11 يناير 891م / 277 هـ -وتوفي 15 أكتوبر 961م / 350 هـ) هو ثامن حكام الدولة الأموية في الأندلس التي أسسها عبد الرحمن الداخل في الأندلس بعد سقوط الخلافة الأموية في دمشق، وأول خلفاء قرطبة بعد أن أعلن الخلافة في قرطبة في مستهل ذي الحجة من عام 316 هـ، والمعروف في الروايات الغربية بعبد الرحمن الثالث تمييزًا له عن جديه عبد الرحمن بن معاوية (عبد الرحمن الداخل) وعبد الرحمن بن الحكم (عبد الرحمن الأوسط).
استطاع عبد الرحمن الناصر إخماد التمردات الداخلية على سلطة الدولة، فاستعاد هيبة الدولة وبسط سلطته على كافة أنحاء دولته، بعد أن كانت سلطة الدولة قد انحصرت في عهد سابقيه في قرطبة ونطاق ضيق حولها. كما حافظ على حدود الدولة الخارجية عن طريق تحقيق انتصارات عسكرية على الممالك المسيحية المجاورة في الشمال، مما أنهى أطماع تلك الممالك في التوسع جنوبًا. لم تقتصر مساعي عبد الرحمن الناصر في الحفاظ على حدود دولته على مجابهة الممالك المسيحية في الشمال، بل استطاع تأمين حدوده الجنوبية عن طريق السيطرة على الموانئ المقابلة للأندلس في بر المغرب وتقديم الدعم المادي والعسكري لبعض أمراء المغرب لصد مساعي الفاطميين للتوسع غربًا. وبفضل الاستقرار السياسي والمغانم العسكرية، انتعشت الأندلس في عهد الناصر اقتصاديًا وعسكريًا، مما جعل الأندلس وجهة للبعثات الدبلوماسية من أقطار مختلفة تسعى لخطب ود أو طلب الدعم من عبد الرحمن الناصر.

## نسبه ونشأته

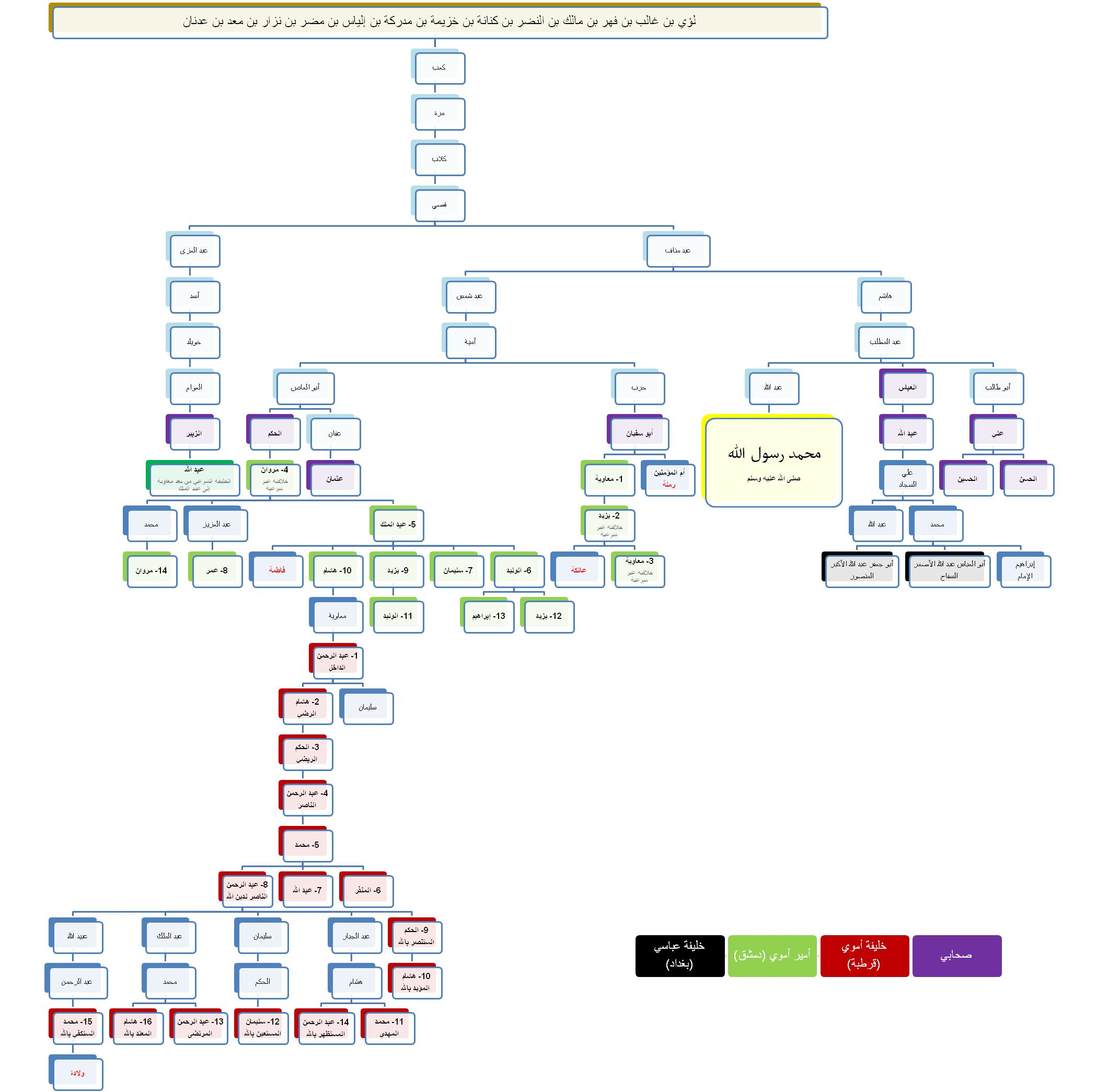
شجرة عائلة بني أمية، ويظهر فيها عبد الرحمن الناصر لدين الله.

ينتسب عبد الرحمن الناصر لدين الله إلى بني أمية التي أسست الخلافة الأموية التي حكمت الأقطار الإسلامية بين عامي 41 هـ - 132 هـ، حين أسقطها العباسيون واستطاع أحد أجداد الناصر وهو عبد الرحمن بن معاوية أن يفر إلى الأندلس مؤسسًا دولة جديدة مستقلة عن خلافة العباسيين في المشرق، فنسبه هو عبد الرحمن بن محمد بن عبد الله بن محمد بن عبد الرحمن بن الحكم بن هشام بن عبد الرحمن بن معاوية بن هشام بن عبد الملك بن مروان بن الحكم بن أبي العاص بن أمية.
ولد عبد الرحمن في قرطبة في 22 رمضان 277 هـ (ديسمبر 890 م)، لأبيه محمد ابن الأمير عبد الله بن محمد سابع أمراء دولة بني أمية في الأندلس، وأمه أم ولد مسيحية إفرنجية تدعى مزنة أو ماريا كما تشير الروايات الأجنبية. كان أبوه أكبر أبناء الأمير عبد الله ووليّ عهده، إلا أنه قُتل بعد ولادة ابنه عبد الرحمن بنحو عشرين يومًا بعد أن حسده أخوه المُطرّف لاختيار أبيهما لمحمد وليًا للعهد، فوشي به عند أبيه متهمًا إياه بالتواطؤ مع زعيم المتمردين على عرش الإمارة عمر بن حفصون. ارتاب الأمير عبد الله في ولده محمد، وأمر باحتجازه في القصر، ولم يمض وقتًا طويلاً حتى ثبتت براءته. وقبل أن يهم الأمير بإطلاق سراح ابنه، بادر المطرف شقيقه إليه في سجنه، وأثخنه طعنًا حتى قُتل. وقد اختلفت الروايات في شأن مقتل أبيه، فقد ذكرت بعض الروايات أن محمدًا قد فر بالفعل إلى ابن حفصون بعد أن تمكنت سعاية أخيه عند أبيهما، فظهر غضب الأمير على محمد، إلا أن محمدًا استأمن أباه ورجع، وما لبث أن جدّ المطرف في وشايته بأخيه، فحبس الأمير ابنه محمدًا في قصره، وخرج الأمير في حملة واستخلف ابنه المطرف، فقتل المطرف أخاه في محبسه.
على أية حال، بعد مقتل محمد أبي عبد الرحمن، كفل الأمير عبد الله حفيده وأسكنه في قصره، فنشأ مقرّبًا إلى جده الذي آثره وأولاه عنايته، وعني بتربيته وتعليمه، فتعلم القرآن والسنة، كما درس الشعر والتاريخ والنحو، وعلّمه فنون الحرب والفروسية، فكان محل ثقة جده الذي أوكل إليه القيام بالعديد من المهام، بل وندبه للجلوس مكانه في بعض المناسبات والأعياد لتسلّم الجند عليه، وحين اشتد به المرض، برئ إليه بخاتمه إشارة منه باستخلافه.

## البيعة
مات الأمير عبد الله في غرة ربيع الأول من عام 300 هـ، وما أن لفظ الأمير أنفاسه الأخيرة، حتى أُخذت البيعة لحفيده عبد الرحمن بن محمد في قصر قرطبة، فبايعه في البداية أعمامه أبان والعاص وعبد الرحمن ومحمد وأحمد، ثم أعمام أبيه العاص وسليمان وسعيد وأحمد. وقد خطب في الحضور عمه أحمد بن عبد الله، فقال: «والله لقد اختارك الله على علم للخاص منا والعام، ولقد كنت انتظر هذا من نعمة الله علينا، أسال الله إيزاع الشكر، وتمام النعمة، وإلهام الحمد». ثم بايعت حاشية القصر والوزراء، ففقهاء قرطبة وأعيانها حتى الظهر، فصلى عبد الرحمن على جثمان جده ودفنه. بعد ذلك، جلس جمع من وزرائه لتلقي البيعة عنه في المسجد الجامع في قرطبة، ثم أُرسلت الرسل إلى عمال الأمير في سائر الكور لأخذ البيعة من الناس.
كانت بيعة عبد الرحمن حينئذ أمرًا غير معهود، فقد كانت العادة أن ينتقل الأمر من الآباء إلى الأبناء أو إلى الإخوة، وهو ما لم يحدث رغم وجود عدد من أبناء الأمير عبد الله وإخوته على قيد الحياة عند وفاة الأمير. أرجع بعض النقاد والمؤرخين سبب هذا الانتقال غير المعهود للسلطة من الجد إلى حفيده، ومباركة البيت الأموي لذلك، إلى تخوّف أمراء بني أمية من ذلك الحمل الثقيل والمغامرة غير مأمونة العواقب بتحمّل مسئولية الإمارة في ظل حالة التمزق التي سادت الأندلس، بعد اشتعال نار التمردات والانفصال في معظم جنبات دولة الأمويين في الأندلس، ولم يعد للأمير سلطة فعلية إلا على قرطبة وبعض المناطق المحيطة بها، أكثر منه تعففًا واحترامًا لمشيئة الأمير الراحل، يستند هؤلاء المؤرخون في نظريتهم تلك إلى ما كان من بعض أعمام عبد الرحمن من محاولة للانقلاب على حكمه، بعد أن استطاع عبد الرحمن الوصول بالدولة إلى بر الأمان. كما أن عبد الرحمن الذي ساكن جده الأمير في قصره، قد أظهر همة ومهارة ونجاح في أداء المهام التي أوكلها له جده، مما جعل الأمراء الأمويين يتوسمون في هذا الشاب المقدرة على تجاوز هذه المرحلة الصعبة في تاريخ دولتهم. بينما يرى ابن عذاري، أنه إنما جلس عبد الرحمن على عرش الإمارة، إلا وفاءً لرغبة الأمير باستخلاف حفيده الذي كان محل ثقته وإيثاره.

## تنظيم الإمارة داخليًا
كانت الإمارة حين تولاها عبد الرحمن بن محمد مضطربة للغاية، انطلقت فيها الثورات والتمردات في كل مكان، حتى أن ابن عذاري وصف الأندلس في تلك المرحلة بأنها «جمرة تحتدم، ونارًا تضطرم شقاقًا ونفاقًا». وكان على الأمير الشاب أن يسرع في تدبير أمور دولته، ومجابهة العصاة والمتمردين قبل أن يفقد السيطرة على الأوضاع وتذهب دولة بني أمية بالكُليّة. فبعد أن أخذت البيعة لعبد الرحمن، بدأ الأمير الشاب في ترتيب الشأن الداخلي لإمارته، فولى مولاه بدر بن أحمد الحجابة، وأقر بعض الوزراء من ذوي الخبرة كأحمد بن محمد بن أبي عبدة الذي ولاّه قيادة الجيش كما استبدل البعض الآخر.
سارع عبد الرحمن بعدئذ بإرسال حملة بقيادة القائد العباس بن عبد العزيز القرشي لقتال الثائر البربري «الفتح بن موسى بن ذي النون» وحليفه محمد بن إدريس الرباحي المشهور بأرذبلش، اللذان أعلنا التمرد في كورة جيان، فالتقاهما في ربيع الآخر من عام 300 هـ في منطقة قلعة رباح، وهزمهما وقتل أرذبلش والكثير من أتباعهما، وأرسل العباس رأس أرذبلش إلى قرطبة، فوصلها في 10 ربيع الآخر من عام 300، وعُلق بباب السدة، فكان رأس أرذبلش أول رأس لمتمرد ترفع في عهد الأمير عبد الرحمن، وبذلك أنهى عبد الرحمن التمرد في تلك الكورة.

### غزوة المنتلون
أرسل عبد الرحمن بعد ذلك حملة نحو الغرب لاسترداد إستجة من أتباع ابن حفصون، ثم خرج بنفسه في شعبان 300 هـ بجيش توجه به نحو الجنوب الشرقي نحو كورة إلبيرة، إلا أنه غير وجهته نحو كورة جيان وسط الأندلس فاستولى على حصن مرتُش، وأرسل قوة نجحت في استرداد مالقة. ومن مرتش توجه عبد الرحمن بجيشه نحو حصن المنتلون الذي تحصن به سعيد بن هذيل أحد زعماء المولدين وحاصره إلى أن سلم سعيد بن هذيل الحصن بعد أن أمنه عبد الرحمن على حياته في رمضان 300 هـ. ثم بدأ عبد الرحمن في انتزاع الحصون التي احتلها المتمردون الواحد تلو الآخر فانتزع حصن شمنتان من عبد الله بن أمية بن الشالية وحصن منتيشة من إسحاق بن إبراهيم ثم سائر حصون كورة جيان من أتباع ابن حفصون من زعمائها الذين دخلوا في طاعة الأمير بعد أن عفا عنهم. بعدئذ توجه عبد الرحمن بجيشه جنوبًا نحو كورة ريُّة معقل ابن حفصون فأخضع سائر حصونها ومنها إلى مدينة وادي آش فاستردها وأخضع حصونها وسائر حصون جبل الثلج.
حاول ابن حفصون أن يخفف الضغط الذي سببته هجمات جيش الأمير على مناطق نفوذه بأن أرسل قوة لمهاجمة غرناطة، إلا أن خطته فشلت بعدما نجحت حاميتها وأهل ألبيرة في صد ذاك الهجوم. واصل جيش الأمير انتزاعه للحصون من أيدي الثائرين وإخضاعها حتى بلغ جملة ما افتتحه عبد الرحمن في غزوته تلك سبعين حصنًا من أمهات الحصون سوى توابعها من الحصون الصغيرة والأبراج والتي وصل عددها إلى ثلاثمائة، ثم عاد إلى قرطبة يوم عيد الأضحى مكللاً بالنصر بعد ثلاثة أشهر من الغزو.

### إخضاع إشبيلية
بعد عودة عبد الرحمن إلى قرطبة، سرعان ما لعبت الأحداث دورها لتساعد الأمير الجديد، فجاءته أنباء وفاة إبراهيم بن حجاج زعيم إشبيلية واقتسام ولديه عبد الرحمن ومحمد الحكم، فتولى عبد الرحمن حكم إشبيلية بينما تولى محمد حكم قرمونة. ثم توفي عبد الرحمن بن إبراهيم بن حجاج في المحرم من سنة 301 هـ، فطمع أخوه محمد في حكم إشبيلية، إلا أن أهل إشبيلية اختاروا لهم زعيمًا آخر من بني حجاج أيضًا يدعى أحمد بن مسلمة بن حجاج. غضب محمد بن إبراهيم من اختيار أهل إشبيلية لابن مسلمة، فلجأ محمد للأمير عبد الرحمن ودخل في طاعته، فبعث له الأمير بجند حاصر بهم المدينة وضيق على أحمد بن مسلمة الذي استنجد بابن حفصون الذي سار إليه بنفسه تعضيدًا، وتقاتل الفريقان في معركة دموية رهيبة انتهت بهزيمة ابن مسلمة وحليفه ابن حفصون شر هزيمة، فانتهز الأمير تلك الفرصة وأرسل جيشًا بقيادة حاجبه بدر بن أحمد، الذي نجح في دخول إشبيلية دون إراقة دماء في جمادى الأولى في نفس العام، إلا أن عبد الرحمن لم يولّ محمد بن إبراهيم حكم المدينة وعين لها سعيد بن المنذر القرشي حاكمًا لكورة إشبيلية من قبله، لينهي عبد الرحمن بذلك تمرد إشبيلية على سلطة الإمارة.

### تضييق الخناق على ابن حفصون
ما أن عاد عبد الرحمن إلى قرطبة بعد غزوة المنتلون، عاد ابن حفصون إلى مهاجمة حصون كورة ريّة والجزيرة الخضراء، فعادت تلك المناطق لسابق ثورتها على الأمير في قرطبة، مما دعى عبد الرحمن أن يخرج بنفسه مرة أخرى في شوال 301 هـ، فتوجه إلى قلعة طرش وحاصرها، وافتتحها والعديد من الحصون تباعًا، فاضطر عمر بن حفصون أن يخرج بقواته مع حلفائه من الممالك المسيحية في الشمال لقتال جيش الأمير فالتقى الجيشان عند قلعة طرش، ودارت معركة كبيرة انتهت بهزيمة ابن حفصون وحلفاؤه ومقتل عدد كبير من جنودهم، ففر ابن حفصون غربًا.
واصل عبد الرحمن ضغطه على خصمه ابن حفصون، فأرسل جزءً من أسطوله لاعتراض السفن المحملة بالمؤن التي أرسلها الفاطميون حلفاء ابن حفصون من المغرب لدعم ابن حفصون، فاستولت سفن الأمير عليها وحرقتها.
بعدئذ زحف عبد الرحمن إلى الجزيرة الخضراء ودخلها في ذي القعدة من عام 301 هـ، ثم سار إلى شذونة ومنها إلى قرمونة لإخضاع ثورة حبيب بن سوادة الذي ما أن وصل جيش الأمير إلى المدينة حتى طلب الأمان من الأمير، فأمنه عبد الرحمن على أن ينتقل بأهله إلى قرطبة. عاد عبد الرحمن بعدئذ إلى قرطبة في ذي الحجة 301 هـ بعد أن وجّه ضربة موجعة للثائرين.
وفي عام 302 هـ، عمت قرطبة الأفراح مع مولد الحكم بن عبد الرحمن ولي عهد الأمير من جارية رومية تدعى مرجان، فسُر به عبد الرحمن وأجرى العطايا والهبات احتفالاً بتلك المناسبة.
وفي نهاية عام 302 هـ، حلت مجاعة عظيمة بالأندلس استمرت للعام التالي فانتشر الوباء وعمّ الموت. أبدى عبد الرحمن حنكة في التعامل مع تلك الأزمة، فأوقف حملاته العسكرية في ذلك العام ووزّع الصدقات والمؤن على الفقراء والمعوزين، فحذا حذوه الأمراء وكبار رجال الدولة فأخرجوا الصدقات للفقراء، مما ساهم في تخفيف وطأة المجاعة على الشعب إلى حد ما، مما زاد من شعبيته بين أبناء شعبه.
ومع انتهاء البلاء، سير عبد الرحمن القائد أحمد بن محمد بن أبي عبدة في جيش لغزو الممالك المسيحية في الشمال، والوزير إسحق بن محمد القرشي لغزو كورتي تدمير وبلنسية فافتتح حصن أريولة ومدينة الحامة، كما وجّه الحاجب بدر بن أحمد لغزو لبلة ففتحها.

### نهاية تمرد بني حفصون
وفي عام 303 هـ، طلب ابن حفصون من الأمير الصلح، وسعى له في ذلك يحيى بن إسحاق طبيب الأمير وصديق ابن حفصون، فقبل عبد الرحمن العرض وكلّف يحيى بن إسحاق بالتفاوض مع ابن حفصون على شروط الصلح، فاتفقا على عدة شروط منها أن يقر الأمير لابن حفصون سيطرته على 162 حصنًا على أن يدخل ابن حفصون في طاعة الأمير. وافق الأمير على هذه الشروط وسعد بها ابن حفصون، وتبادلا الهدايا، ولزم ابن حفصون هذا العهد حتى مماته في ربيع الأول من عام 306 هـ.
مات عمر بن حفصون وله أربعة من الأبناء سليمان وجعفر وعبد الرحمن وحفص وابنة واحدة تدعى أرخنتا. اقتسم بني عمر بن حفصون الحصون التي كانت خاضعة لأبيهم، فكانت قلعة ببشتر من نصيب جعفر، فيما اتخذ عبد الرحمن من قلعة طرش معقلاً له، أما سليمان فدانت له أبدة.
لم يمر وقت طويل حتى نقض جعفر بن عمر العهد الذي كان بين أبيه والأمير عبد الرحمن، بل وطمع فيما في يد أخيه عبد الرحمن من حصون، مما دفع عبد الرحمن بن عمر بن حفصون للجوء إلى الأمير والدخول في طاعته مسلمًا إياه قلعة طرش. ثم أمر الأمير عبد الرحمن بعدئذ بتوجيه حملة إلى أبدة فاحتلتها وأُسر سليمان بن عمر بن حفصون، وسيق للأمير ثم عفا عنه عبد الرحمن.
وفي عام 308 هـ، قتل جعفر بن عمر بن حفصون في مؤامرة، وخلفه أخوه سليمان الذي نكث عهد الطاعة للأمير، فسار الأمير لقتاله وحاصر قلعة ببشتر، ثم فك حصارها بعد أن استعصت عليه، إلا أنه عاد وحاصرها عام 311 هـ وشدد الحصار، فاضطر سليمان للفرار من القلعة إلى جبل ببشتر، واستولى الأمير على عدد من حصونه، فاستسلم له سليمان على أن يترك له عددًا من الحصون التي في يده للأمير، وهو ما قبله عبد الرحمن وتصالحا على ذلك. عاد سليمان مرة أخرى إلى تمرده عام 314 هـ، فبعث له الأمير جيشًا بقيادة وزيره عبد الحميد بن بسيل الذي نجح في هزيمة سليمان، وقُتل سليمان وبعث ابن بسيل برأسه إلى قرطبة. خلف حفص بن عمر بن حفصون أخيه سليمان إلى أن سار له الأمير في ربيع الأول من عام 315 هـ مصطحبًا معه ولي عهده الحكم، وحاصر قلعة ببشتر لعدة أشهر حتى طلب حفص الأمان من الأمير وسلم له القلعة في ذي القعدة 315 هـ، وأرسل الأمير للقلعة واليًا من قبله لينهي بذلك تمردًا قاده بنو حفصون لنحو نصف قرن في جنوب شرق الأندلس.
وفي المحرم من عام 316 هـ، توجه الأمير ومعه ولده الحكم إلى ببشتر لتنظيم شئون المدينة التي ظلت لأعوام طويلة خارج سيطرة الإمارة، فوجدها شديدة التحصين إضافة إلى موقعها الذي زادها منعة، فأمر بادئ ذي بدء بدكّ أسوارها حتى يسهل السيطرة عليها إن تمردت مرة أخرى،  ثم طهر المدينة من آثار بني حفصون وأقام الصلاة في مساجدها وهدم الكنائس والأديرة التي شيدها عمر بن حفصون بعد أن ارتدّ عن الإسلام، ثم أمر بالقبض على أرخنتا بنت عمر بن حفصون التي أصرت على تنصرها، فأعدمها عبد الرحمن بحد الردة، مما جعل المسيحيون يدرجونها في سلك قديسيهم وشهدائهم. كما أمر بنبش قبر عمر بن حفصون ليتحقق من صحة كونه مات مسيحيًا، فوجد أنه مدفونًا على الطقوس المسيحية، فأمر بصلبه في قرطبة إلى جانب أشلاء ولده سليمان وظلت أشلاؤهما معلقة حتى عام 331 هـ، ليكونا عبرة لكل من تسوّل له نفسه التمرد على سلطان الأمير.

### السيطرة على غرب الأندلس
بعد أن نجح عبد الرحمن في استعادة السيطرة على جنوب وشرق الأندلس، كان هناك تحديًا آخر أمامه في غرب الأندلس، ألا وهم بني مروان الجليقيين وهم من المولدين الثائرين على سلطة قرطبة، الذين سيطروا على بطليوس وما جاورها لنحو أربعين عامًا. ففي ربيع الأول من عام 317 هـ، قرر الأمير أن يتوجه بجيشه غربًا إلى بطليوس لينتزعها من يد عبد الرحمن بن عبد الله الجليقي صاحب بطليوس، واصطحب معه في تلك الغزوة ولداه الحكم والمنذر، فحاصر بطليوس وضربها بالمجانيق، حينئذ طلب الجليقي الأمان فوافقه الأمير على ذلك على أن ينتقل بأهله إلى قرطبة، وجعل الأمير للمدينة واليًا من قبله، لينتهي بذلك تمرد آخر لأسرة أخرى مردت على التمرد على سلطة الأمير.
توجه الأمير بعد ذلك إلى باجة لإخضاع تمرد عبد الرحمن بن سعيد بن مالك الذي رفض الدخول في طاعة الأمير، فحاصر عبد الرحمن المدينة حتى استسلم له ابن مالك يسأله الأمان، فأمنه عبد الرحمن وأمره بالانتقال وأسرته إلى قرطبة، وجعل لباجة واليًا من قبله. ومن باجة انتقل عبد الرحمن إلى أكشونبة، فبادر خلف بن بكر بالتسليم والخضوع لأمير، فأقره عبد الرحمن على المدينة على أن يلتزم بحسن السيرة ويؤدي حصته من الجباية.

### الثغر الأوسط
في عام 314 هـ، أرسل عبد الرحمن وزيره عبد الحميد بن بسيل إلى الثغر الأوسط معقل بني ذي النون، فهاجم شنت برية وفتحها وقتل محمد بن محمد بن ذي النون، وأخضع مدينة سُرية. وفي عام 317 هـ، نجح دريّ بن عبد الرحمن صاحب شرطة الأمير أن ينهي تمرد عامر بن أبي جوشن في شاطبة، واسترد المدينة منه.
بقي أمام عبد الرحمن عقبة أخرى في الثغر الأوسط، وهي طليطلة المدينة التي ما استكانت لوال أو أمير أندلسي إلا مرغمة، ولا خضعت إلا صاغرة. وما من أمير أموي إلا وإضطر لحمل السلاح لإخضاعها، إعادة أهلها إلى الطاعة. لجأ عبد الرحمن في البداية إلى مسايرة أهلها، فأرسل إليهم في عام 318 هـ وفدًا من وجوه أهل قرطبة وفقهائها ليدعوهم للدخول في طاعة الأمير، فرفض أهل طليطلة ذلك، فقد كان في ذلك انتكاسة لهم، فقد كانوا لا يؤدون جباية ولا يلتزمون طاعة. فأرسل إليهم جيشًا بقيادة سعيد بن المنذر القرشي، فحاصرها عامين ونجح في صد جيش أتي من الممالك المسيحية في الشمال لنجدة المدينة بعد أن راسلهم أهلها، قبل أن يخرج لها عبد الرحمن في جيش آخر عام 320 هـ، مما إضطر قائد المدينة ثعلبة بن محمد بن عبد الوارث أن يطلب الأمان لأهل المدينة ودخولها في طاعة الأمير، وهو ما قبله عبد الرحمن.

## قتال الممالك المسيحية
مع تفكك عُرى الأمارة بسبب الثورات والتمردات على عرش الإمارة في عهد الأمير عبد الله بن محمد ومع الغارات المجرية على الأندلس وحصارهم للاردة،  أصبحت الفرصة سانحة أمام الممالك المسيحية في الشمال (مملكتي ليون ونافارا) للتوسع جنوبًا وضم أجزاء من الأراضي التي خضعت لسلطان المسلمين في الأندلس، فقامت تلك الممالك بضم جميع الأراضي الواقعة شمال نهر دويرة وشيدت فيها العديد من القلاع لتكون قاعدة لغزو أراضي المسلمين جنوب النهر، وبذلك أصبحت مدن الإسلام الشمالية مثل أسترقة وسمورة وشقوبية وشلمنقة وميراندة معرضة على الدوام لهجمات الممالك المسيحية.
وفي ظل حالة الضعف تلك التي سادت المناطق الشمالية في غياب سلطة الإمارة، آثر الأمير الجديد عبد الرحمن بن محمد إرجاء محاربة الممالك المسيحية حتى تقوى شوكته عن طريق إعادة السيطرة على البلاد وإنهاء التمردات والثورات على عرش الإمارة. إلا أن الأمر لم يطل، ففي عام 304 هـ، بعث الأمير الجديد قائده أحمد بن محمد بن أبي عبدة في جيش إلى الشمال لمهاجمة أراضي مملكة ليون، وعاد منها محملاً بالسبي والغنائم. وفي العام التالي، رد أردونيو الثاني ملك ليون الهجوم عندما هاجم المناطق الشمالية من أراضي المسلمين، فاستجار أهل تلك المنطقة بالأمير، فأنجدهم بجيش كبير يقوده قائده ابن أبي عبدة معظم جنوده من البربر والمرتزقة الذين لا يمكن الوثوق في ولائهم، فحشد لهم أردونيو جيشًا كبيرًا واجههم به عند قلعة شنت إشتيبن في 14 ربيع الآخر من عام 305 هـ، ومع هجوم جيش أردونيو على جيش المسلمين اختلت صفوف المسلمين بعدما فر جند المرتزقة الذين كانوا يشكلون جزءً كبيرًا من الجيش مما تسبب في إلحاق هزيمة كبيرة بجيش المسلمين في تلك المعركة قُتل فيها القائد أحمد بن محمد بن أبي عبدة نفسه.
ومع نهاية نفس العام، تحالف أردونيو الثاني ملك ليون مع سانشو الأول ملك نافارا للهجوم على أراضي المسلمين، فبعث الأمير جيشًا قويًا بقيادة حاجبه بدر بن أحمد ليجاهد بهم جيش التحالف المسيحي، وأنضم لجيش الحاجب العديد من المتطوعين الراغبين في الجهاد. خرج جيش الحاجب بدر من قرطبة في المحرم من عام 306 هـ، والتقى في ربيع الأول بجيش المسيحيين على حدود مملكة ليون ودارت بين الفريقين معركة عظيمة انتهت بنصر كبير لجيش المسلمين.

### غزو قشتالة ونبرة

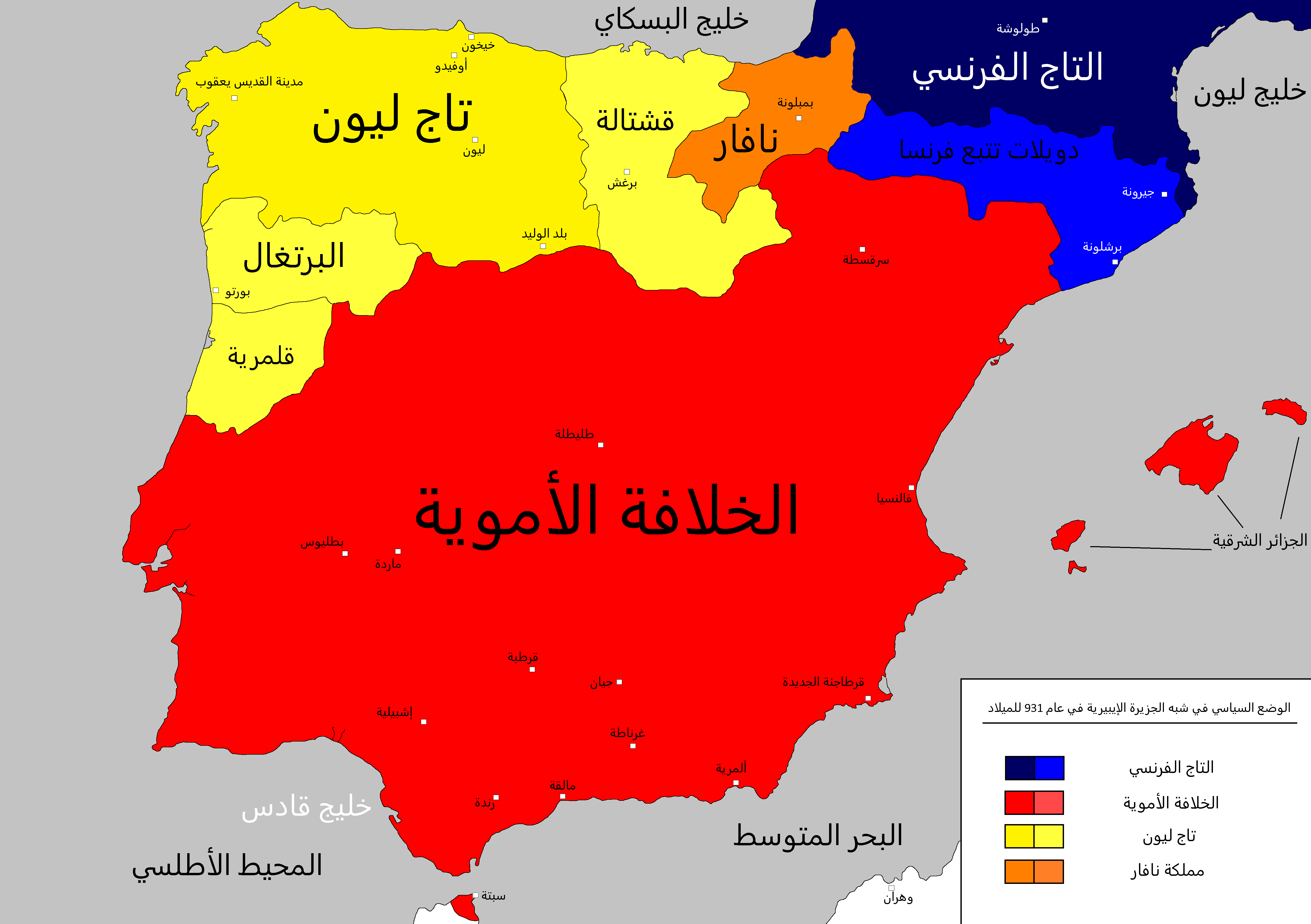
الأندلس والممالك المسيحية المجاورة سنة 931

وبعد عدة أشهر، عادت الممالك المسيحية وهاجمت أراضي المسلمين، فخرج عبد الرحمن بنفسه في المحرم من سنة 308 هـ متجهًا إلى قشتالة، وعبر نهر دويرة وهاجم مدينة وخشمة وقلعة إشتيبن وقلونية ودمرها جميعًا. بعد ذلك، توجه بجيشه لنجدة مدينة تطيلة التي كانت تتعرض لهجمات الممالك المسيحية، وظلّ عبد الرحمن يكتسح المدن والقلاع حتى عبر نهر أبرة، واشتبك لجيشه مع جيش سانشو ملك نافارا، واستطاع عبد الرحمن أن يهزم جيش نافارا، فإضطر سانشو إلى الفرار إلى الجبال. عندئذ، أرسل سانشو إلى أردونيو الثاني ملك ليون يطلب منه أن يساعده على قتال المسلمين، فخرج أردونيو بجيشه لمعاضدة جيش نبرة. استغل ملكا نافارا وليون مرور جيش المسلمين في منطقة جبلية وهاجما مؤخرة الجيش الإسلامي وألحقا به بعض الخسائر، حينئذ أمر عبد الرحمن جيشه بالإسراع في الخروج من تلك المنطقة إلى المنطقة السهلية المجاورة. طمع الملكان المسيحيان في تحقيق نصر كبير على جيش المسلمين، بعدما وجدوا أن جيش المسلمين قد عسكر في منطقة سهلية مفتوحة يسهل مهاجمتها، وفي 6 ربيع الأول من عام 308 هـ، هاجمت جيوش المسيحيون معسكر جيش المسلمين، إلا أن الرياح لم تأت بما تشتهي السفن، فهزم جيوش المسيحيين هزيمة ساحقة في معركة عرفت بمعركة خونكيرا.

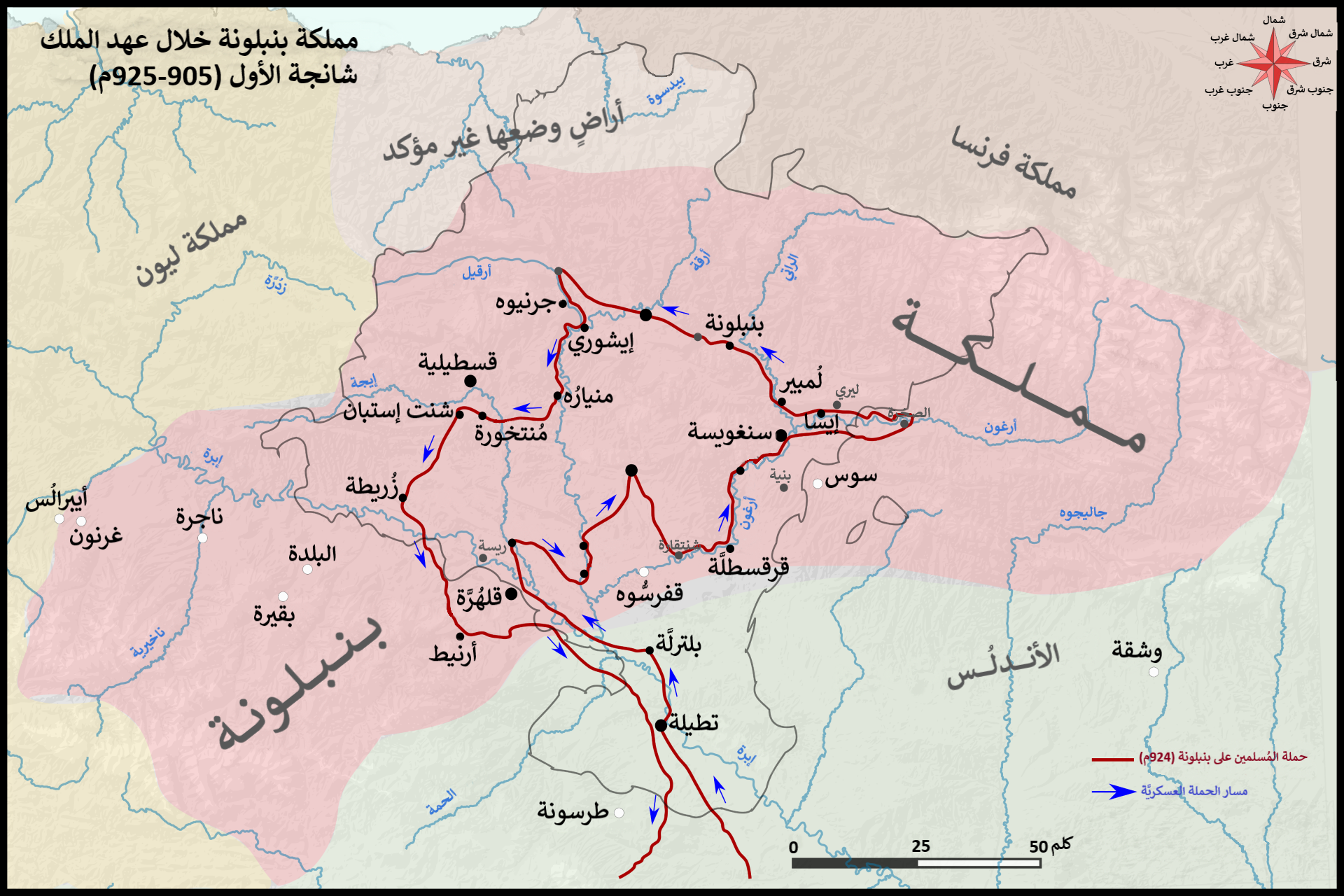
خريطة تظهر حملة عبد الرحمن الناصر ضد مملكة نبرة (نافارا)

وبعد عامين، هاجم أردونيو مدينة ناجرة واستولى عليها، كما هاجم سانشو مدينة بقيرة واستولى أيضًا عليها، بل وقتل زعماء المدينة. غضب عبد الرحمن حين علم بذلك، وسيّر جيشًا بقيادة وزيره عبد الحميد بن بسيل إلى مملكة نافارا حيث اشتبك مع جيش سانشو وألحق به عدة هزائم، واستولى ابن بسيل على تطيلة. ثم خرج عبد الرحمن بنفسه في المحرم من عام 312 هـ إلى نافارا في جيش عرمرم، فوقع الرعب في قلوب أعدائه، وأخلوا معظم الحصون التي في طريقه، فأمر عبد الرحمن بهدم وحرق تلك الحصون، ثم زحف بجيشه على بنبلونة عاصمة نافارا، فحاول جيش نافارا محاولة يائسة أن يوقف ذلك الجيش القوي، لكن دون جدوى، فدخل عبد الرحمن المدينة ودمرها ثأرًا لأهل بقيرة. عاد سانشو محاولاً مواجهة عبد الرحمن وجيشه، إلا أن عبد الرحمن هزمه في موقعتين أُخريين، ثم عاد بجيشه إلى قرطبة محملاً بالغنائم مكللاً بالنصر.

### وفاة أردونيو الثاني
وفي عام 313 هـ، مات أردونيو الثاني ملك ليون، وتنازع بنيه الملك ودارت بينهم حرب أهلية استمرت لنحو سبعة أعوام انتهت باعتلاء ولده راميرو الثاني العرش. استغل عبد الرحمن تلك الأحداث المضطربة عند أعدائه، فتفرغ لتوطيد ملكه والقضاء على التمردات والثورات الداخلية في الأندلس.
بعد أن استقر الملك لراميرو، سار على نهج أبيه، فاستغل تجدد الثورة في طليطلة على حكومة قرطبة، وراسل قادة ذاك التمرد عارضًا عليهم التحالف والدعم. ما أن علم عبد الرحمن بذلك حتى أرسل جيشًا إلى طليطلة في ربيع الآخر من عام 318 هـ. ضرب ذلك الجيش حصارًا على المدينة لنحو عامين، قبل أن يسير عبد الرحمن نفسه بجيش آخر إلى طليطلة في عام 320 هـ. عندئذ، حاول راميرو نجدة حلفاؤه في طليطلة، إلا أن عبد الرحمن سارع بجيشه وواجهه قبل أن يصل إلى طليطلة وحال بينه وبين الوصول إلى المدينة، فلم يجد زعماء التمرد في طليطلة بًدًّا سوى التسليم لجيوش عبد الرحمن في رجب من عام 320 هـ، فأمر عبد الرحمن بهدم حصون المدينة حتى يصعب على زعمائها التمرد عليه مجددًا.
وفي عام 321 هـ، هاجم راميرو مدينة وخشمة واحتلها، فسار عبد الرحمن إليها بنفسه في جمادى الأول من عام 322 هـ، إلا أنه عرج في طريقه على سرقسطة لإخضاع ثورة محمد بن هاشم التجيبي، فترك قوة لحصار المدينة، ثم سار بجيشه إلى نافارا، فقابلته رسل طوطة أرملة سانشو الأول ملك نافارا والوصية على عرش ولدها غرسية يطلبون الصلح والسلام، ثم سارت طوطة بنفسها مقدمة لعبد الرحمن فروض الطاعة، متعهدةً له بالكف عن التعدي على أراضي المسلمين أو إلحاق الأذى بهم، أو التحالف ضد المسلمين مع أعدائهم أو دعم المتمردين على سلطة قرطبة، إضافة إلى إخلاء سبيل بعض أسرى المسلمين، على أن يقر عبد الرحمن ولدها غرسية في ملكه، وتم تسجيل معاهدة بذلك.
بعد ذلك سار عبد الرحمن إلى قشتالة، واجتاحها مدمرًا ما في طريقه من القلاع والحصون دون أي مقاومة تذكر من راميرو ملك ليون أو أي من قواته، حيث اكتفى بالتحصن في أحد حصونه المنيعة تاركًا جيش عبد الرحمن حرًا في أرضه يحصد منها ما شاء من الغنائم، فزحف عبد الرحمن بجيشه على برغش عاصمة قشتالة ودمرها، ثم عاد إلى قرطبة بعد أن فرض سطوته على المملكتين المسيحيتين، وهو محملاً بالغنائم.
وفي عام 323 هـ وبعد هذا النصر الساحق لعبد الرحمن، جاءت رسل راميرو إلى عبد الرحمن تلتمس الصلح، فأرسل عبد الرحمن معهم وزيره يحيى بن يحيى بن إسحاق لعقد شروط الصلح، ووقع عبد الرحمن على المعاهدة في ربيع الآخر من عام 323 هـ.

### تمرد سرقسطة
لم تدم المعاهدة بين عبد الرحمن وراميرو طويلاً، حيث خرق راميرو المعاهدة بعد أن تحالف مع محمد بن هاشم التجيبي صاحب سرقسطة الذي ثار على عبد الرحمن ومع طوطة وصية عرش نافارا ضد عبد الرحمن.
في مواجهة هذا التمرد والتحالف الثلاثي، أرسل عبد الرحمن جيشًا بقيادة الوزير عبد الحميد بن بسيل إلى سرقسطة، ثم ألحقه بجيش آخر بقيادة سعيد بن المنذر القرشي لدعم جيش ابن بسيل، ثم لحقهم هو بنفسه بجيش ثالث في رجب من عام 325 هـ. وبينما كان عبد الرحمن في طريقه إلى سرقسطة، بلغه أن المسيحيين وجهوا جيشًا إلى طليطلة، فتوجه بجيشه إلى طليطلة، فآثرت جيوش المسيحيين الانسحاب شمالاً دون مواجهة جيش عبد الرحمن. ترك عبد الرحمن قوة لحماية طليطلة، وتوجه ببقية الجيش إلى سرقسطة. وفي طريقه، انتزع عبد الرحمن قلعة أيوب من يد المطرّف بن المنذر التجيبي المدعوم بقوة من المسيحيين، فهزمهم عبد الرحمن وقتل المطرف. رأى عبد الرحمن أن يزحف بجيشه على قشتالة قبل أن يواصل زحفه نحو سرقسطة، لضرب أعدائه في ديارهم تأديبًا لهم على دعمهم لابن هاشم التجيبي، فاكتسح عبد الرحمن عددًا من حصون قشتالة ودمّرها، ثم سار إلى نافارا ودمّر عددًا آخر من حصونها، وأرسل فرقًا من جيشه لغزو مناطق عدة من الأراضى المسيحية عادت كلها محملة بالغنائم. هرعت طوطة عندئذ إلى عبد الرحمن معتذرة على خرقها للصلح الذي كان بينهما، فقبل عبد الرحمن اعتذارها.
سار عبد الرحمن بعد ذلك إلى سرقسطة، ودعم الحصار الذي ضربه جيشي ابن بسيل وسعيد بن المنذر على المدينة، ثم أمر ابن بسيل أن يتوجه بجيشه إلى بطليوس، وأن يضم إليه قوات واليها أحمد بن محمد بن إلياس، ثم يهاجم أراضي مملكة ليون. شدّد عبد الرحمن حصاره لسرقسطة، حتى لم يصبح أمام محمد بن هاشم التجيبي سوى التسليم وطلب الصلح مع الأمير، وذلك في يوم عيد الأضحى من عام 325 هـ. اشترط عبد الرحمن على ابن هاشم التجيبي أن يقدم عددًا من أولاده وإخوته وكبار رجاله رهائن ليضمن بذلك نفاذ الصلح بينهما، وهو ما قبله التجيبي، فدخل عبد الرحمن المدينة في المحرم من عام 326 هـ، ثم أمر بهدم أسوارها، وترك بها حامية كبيرة من رجاله. ثم سار عبد الرحمن بعدئذ إلى شنت إشتيبن، وقاتل جيشًا من المسيحيين في معركة عظيمة، هُزم فيها المسيحيين، ثم عاد عبد الرحمن إلى قرطبة في ربيع الأول من عام 326 هـ، بعد أن حقق انتصارات واسعة وقد جمع قدرًا كبيرًا من الغنائم.

### معركة الخندق
وفي عام 327 هـ، غزا عبد الرحمن مملكة ليون بجيش ضخم عبر به نهر دويرة، فاجتمعت له جيوش الممالك المسيحية بعد تحالف راميرو مع طوطة وصية عرش نافارا التي نكثت وعدها مجددًا مع عبد الرحمن. والتقى الجيشان في شوال من عام 327 هـ في معركة عرفها المسلمون بمعركة الخندق، فيما عرفت في كتب التاريخ بمعركة سيامنقة. هُزم المسلمين في تلك المعركة هزيمة كبيرة رغم تفوقهم العددي على عدوهم، بعد أن توافرت عناصر الهزيمة في صفوف جيش المسلمين، حيث أخطأ عبد الرحمن بتقريبه لقادته من الصقالبة وتوليتهم المناصب الهامة في الجيش على حساب العرب والبربر، مما جعل الغيرة تدب في صفوف العرب والبربر، وجعلهم يبدون فتورًا في القتال في المعركة، فانتهز المسيحيون تلك الفرصة وهاجموا جيش المسلمين، وهزموهم هزيمة ساحقة فر على إثرها عبد الرحمن جريحًا في عدد من فرسانه إلى قرطبة. كان لتلك المعركة أثرًا كبيرًا في نفوس المسلمين، حتى أن عبد الرحمن لم يخرج في أي غزوة منذ ذلك الحين. وبعد أن عاد عبد الرحمن إلى قرطبة، أمر بإصلاح الجيش، وعاقب عددًا من الفرسان لتخاذلهم في القتال في المعركة. نتيجة لهزيمة الخندق، توسعت حدود مملكة ليون لتصل إلى نهر تورميس، متجاوزة بذلك نهر دويرة. أي أن الاستيطان المسيحي جنوب الدويرة بدأ. سقطت ليديسما في نفس العام ومدينة شلمنقة عام 941. بالنسبة للخليفة الناصر لدين الله كانت الهزيمة بمثابة نكسة كبيرة لكنها لم تؤثر على الأوضاع الداخلية للأندلس، حيث أن الأراضي التي سقطت بأيد المسيحيين بين جنوب نهر دويرة ونهر تورميس كانت بعيدة عن عاصمته في قرطبة.
فرغم النصر الذي حققته الممالك المسيحية في تلك المعركة، إلا أنهم لم يكونوا قادرين على تطوير الموقف أكثر لصالحهم، فقد دارت حرب أهلية جديدة في مملكة ليون، مما دعى راميرو إلى طلب معاهدة جديدة مع عبد الرحمن، وهو ما قبله عبد الرحمن. كما طلب سونير كونت برشلونة الصلح مع عبد الرحمن، فصالحه عبد الرحمن على ألا يتحالف مع أحد من أعداء عبد الرحمن أو المتمردين على سلطانه، وأن يفض تحالفه مع غرسية ملك نافارا.
عاد راميرو مرة أخرى لنقض عهده مع عبد الرحمن، واستمرت الغزوات المتبادلة من كل طرف على أراضي الطرف الآخر لأعوام، عمل خلالها عبد الرحمن على تحصين مدينة سالم أقرب مدن المسلمين إلى حدود ليون وشحنها بالرجال، لتكون قاعدة وحائط صد لهجمات مملكة ليون على أراضي المسلمين، إلى أن مات راميرو عام 339 هـ، حيث تنازع أبنائه الملك، فاستغل عبد الرحمن تلك الفرصة، وأرسل جيشًا عظيمًا بقيادة أحمد بن يعلى إلى مملكة ليون، وهزم جيوشها، مما دعاهم لطلب الصلح مع عبد الرحمن، وهو الصلح الذي دام حتى نهاية عهد عبد الرحمن.

## خطر الدولة الفاطمية وإعلان الخلافة الأموية في الأندلس

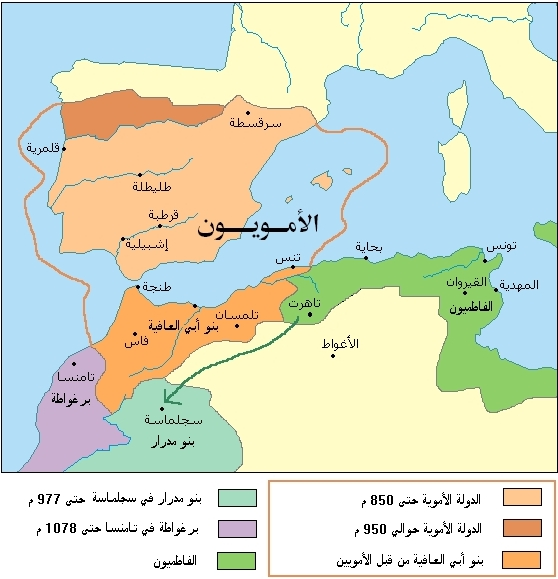
خريطة الدولة الأموية في الأندلس والدويلات التي عاصرتها بعد أن دبَّ الضعف في الخلافة العباسية ببغداد.

كان هناك خطر خارجي آخر يهدد عبد الرحمن بن محمد في ملكه، ألا وهو الفاطميين شيعيي المذهب الذين نجحوا في تأسيس مملكة في إفريقية واستطاعت التوسع شرقًا فضموا مصر وغربًا حتى المغرب، بل وأعلنوا قيام خلافة جديدة أساسها المذهب الشيعي تحت اسم الخلافة الفاطمية، وهو ما مثل تهديدًا عسكريًا ودينيًا للأمويين بصفة خاصة والأندلس بصفة عامة. وأمام التهديد العسكري الذي شكله الفاطميون في مواجهة عبد الرحمن، ودعوتهم لنشر المذهب الشيعي في ظل ضعف الخلافة العباسية في بغداد وانحصار سلطتها في دائرة صغيرة حول بغداد، رأى عبد الرحمن أنه الأحق والأجدر بسمة الخلافة من دولة وأخرى طارئة. وفي يوم الجمعة الثاني من ذي الحجة من عام 316 هـ، أمر عبد الرحمن بأن يُخاطب بصفة رسمية بلقب أمير المؤمنين عبد الرحمن الناصر لدين الله القائم بأمر الله ثم اقتصر على الناصر لدين الله، ودعى له القاضي أحمد بن أحمد بن بقي بن مخلد على منبر المسجد الجامع في قرطبة بذلك، وأمر عبد الرحمن ولاته وقادته في المدن والكور بأن يعلنوا ذلك المرسوم، ومنذ ذاك الحين ضربت ألقاب الخلافة على النقود.
استغل بعض ثائري الأندلس على حكم الأمويين في الأندلس وعلى رأسهم عمر بن حفصون تلك الفرصة، ودارت بينهم وبين الفاطميين مراسلات أفضت إلى بعض التحالفات بين الطرفين. لجأ عبد الرحمن إلى حلين لإيقاف هذا الخطر الذي قد يدهم الأندلس في أي لحظة. كان أولهما أن احتل مرفأ مليلة عام 314 هـ، وأقام عليه حاكمًا من قبله ينتمي لقبائل مكناسة. كما أمر عبد الرحمن أميري البحر أحمد بن محمد بن إلياس وسعيد بن يونس بن سعديل بالتوجه بأسطول من مائة وعشرين سفينة تحمل سبعة الآف مقاتل لاحتلال مدينة سبتة، فاستولى هذا الأسطول على المدينة في جمادى الآخر من عام 319 هـ، ليقطع السبيل أمام أطراف المؤامرة التي حاكها الثائرين مع حلفائهم الفاطميين، وليمنع أي خطر قد يهدد الأندلس من الجنوب. ثم بعث عبد الرحمن رسله إلى صاحب طنجة يطالبه بتسليم المدينة، غير أنه رفض ذلك، فأمر عبد الرحمن أسطوله بمحاصرة طنجة، حتى أعلن صاحب طنجة استسلامه وسلم المدينة للأسطول الأندلسي.
ومن ناحية أخرى، عقد عبد الرحمن مجموعة من التحالفات مع بعض أمراء البربر المعادين للفاطميين فدخلوا في طاعة عبد الرحمن الناصر، فبسط بذلك عبد الرحمن سلطانه على أجزاء كبيرة من المغرب، خاصة مع دخول موسى بن أبي العافية أمير مكناسة في طاعة عبد الرحمن. وفي ظل تلك العلاقات الطيبة بين عبد الرحمن وأمراء البربر، أمدّ عبد الرحمن أمير مكناسة بالمال والسلاح، فاستطاع ابن أبي العافية أن يهزم جيشًا أرسله عبيد الله الفاطمي لغزو المغرب عام 321 هـ. بعد تلك الهزيمة، جهز الفاطميون جيشًا أكبر ووجهوه لقتال ابن أبي العافية عام 323 هـ، فلم يستطع ابن أبي العافية الصمود أمام ذلك الجيش وفرّ إلى الصحراء، واستنجد بعبد الرحمن الناصر الذي أمدّه بأسطول من أربعين سفينة محملة بالرجال والعتاد فنزل سبتة، فاستطاع موسى بن أبي العافية أن يرد جيش الفاطميين مرة أخرى من حيث أتى.
ظل عبد الرحمن وحلفاؤه في المغرب في حالة حرب مع الفاطميين وحلفاؤهم الأدارسة إلى أن طلب الأدارسة الصلح مع عبد الرحمن والدخول في طاعته عام 332 هـ، بعدما تبين لهم أن الغلبة ستكون تحت لواء عبد الرحمن. ومنذئذ، دُعي للخليفة عبد الرحمن الناصر لدين الله على منابر المساجد في المغرب، وهو بمثابة اعتراف بكونه الخليفة الشرعي الذي يدينون إليه بالولاء.
ورغم انضواء الأدارسة تحت لواء عبد الرحمن، إلا أن الفاطميين ظلوا على عدائهم لعبد الرحمن وحلفاؤه. ففي عام 344 هـ، هاجمت بعض سفن الفاطميين شواطئ ألمرية، وعاثت فيها فسادًا، فأمر عبد الرحمن أمير البحر غالب بالتحرك في أسطول إلى شواطئ إفريقية ومهاجمتها ردًا على هجوم الفاطميين. وفي عام 347 هـ، وجّه عبد الرحمن أسطولاً آخر بقيادة أحمد بن يعلى لمهاجمة شواطئ إفريقية، فردّ الفاطميون هذا التهديد بجيش ضخم بقيادة جوهر الصقلي تسانده قبائل صنهاجة البربرية، زحف به جوهر إلى المغرب، واكتسح به شمال المغرب إلى المحيط. أثار هذا الهجوم الكاسح قلق عبد الرحمن، فأمر أساطيله بأن تكون على أهبة الاستعداد لصد أي محاولة للعبور إلى الأندلس، كما أمر أحد أساطيله بالتحرك إلى سبتة، ليكون كخط دفاع أول في حالة أي هجوم، وقد لبث ذاك الأسطول في سبتة إلى أن عاد الفاطميون أدراجهم.

## تنظيم الدولة

### العمارة
غدت قرطبة في عهد الناصر واحدة من أعظم مدن العالم، بل ونافست بغداد ببهائها وعظمتها وفخامتها، واتسعت حتى بلغ عدد سكانها في عهد عبد الرحمن الناصر نحو نصف مليون نسمة، وشرطتها 4,300 شرطي وبها 3,837 مسجد ومائة وثلاثة عشر ألف دار، ونحو ثلاثمائة حمام عام، وأرباضها ثمانية وعشرين ربضًا حول المدينة، ولها سبعة أبواب، كما كثرت بها القصور والمتنزهات الفخمة، فبلغت شهرة قرطبة حينئذ الآفاق. وقد اهتم عبد الرحمن الناصر بالعمارة والبناء أيما اهتمام حتى أنه خصص ثلث الخراج كل عام لهذا الشأن.
ومن جملة أعماله في هذا الشأن، بنائه لقصر منيف إلى جوار القصر الزاهر في قرطبة - الذي كان مقامًا للملك – سمّاه «دار الروضة» جلب له الماء في مجاري تنبع من رؤوس الجبال، وقد جلب له في بنائه الآف العمال والفنانين من شتى البقاع. كما أنشأ الناصر عددًا من المتنزهات العظيمة في ظاهر قرطبة، جلب لها أيضًا الماء من الجبال.

#### تأسيس مدينة الزهراء

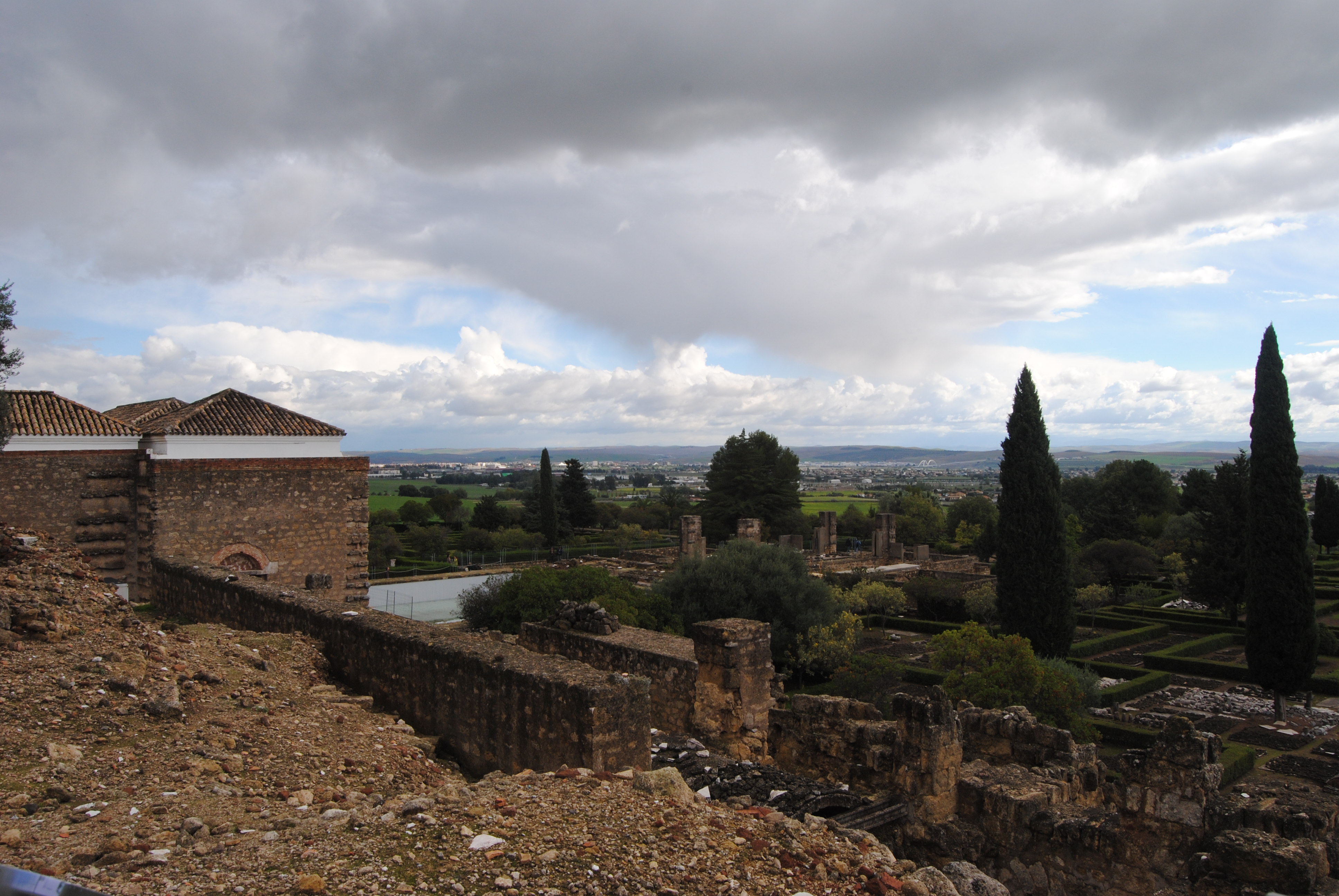
أطلال مدينة الزهراء.

يعد تأسيس مدينة الزهراء أعظم أعمال عبد الرحمن الناصر في مجال العمارة والبناء. بنيت الزهراء شمالي غرب قرطبة بنحو خمسة أميال، لتكون قاعدة ملكية جديدة بعدما ضجت قرطبة بساكنيها وازدحموا بها. وعن سبب تسميتها، ساق لنا المقري قصة في كتابه «نفح الطيب من غصن الأندلس الرطيب» عن سبب ذلك، فقد قال إن سبب تسمية المدينة باسمها أن عبد الرحمن الناصر ورث عن جارية له مالاً كثيرًا، فأمر أن يستخدم هذا المال في افتداء أسرى المسلمين، فلم يجدوا من يفتدوه بهذا المال. حينئذ، أشارت عليه جارية له تسمى «الزهراء»، بأن يبتني تلك المدينة وأن يسميها باسمها لتكون سكنًا خاصًا لها.
شيدت الزهراء في سفح جبل يسمى «جبل العروس»، وقد بدأ البناء بها في غرة المحرم من عام 325 هـ، واستمر البناء بها ما بقي من عهد الناصر ومعظم عهد ابنه الحكم المستنصر، أي ما يقرب من أربعين عامًا، وقد عهد عبد الرحمن الناصر لابنه الحكم بأمر الإشراف على بناء تلك المدينة، التي خطّ تصميمها المهندس مسلمة بن عبد الله.
جلب الناصر لبناء الزهراء المهندسين والعمال والفنانين من شتى المدن، وبالأخص من بغداد والقسطنطينية، وقد استخدم البنائين فيها أنواعًا عدة من الرخام الأبيض والأخضر والوردي الذي جيء به من كورتي ألمرية وريُّة ومن إفريقية والشام والقسطنطينية، كما استخدم فيها أربعة الآف وثلاثمائة وأربع وعشرين سارية مختلفة الأحجام من الرخام. وقد بلغ عدد العمالة اليومية في بناء تلك المدينة عشرة الآف عامل كل يوم، إضافة إلى ألف وخمسمائة دابة لنقل مواد البناء، يستخدمون ستة الآف قطعة من الصخر المنحوت في البناء. وقد خصص عبد الرحمن الناصر ثلاثمائة ألف دينار كل عام لعمارة الزهراء، عدا ما أنفقه ابنه الحكم بعد ذلك.

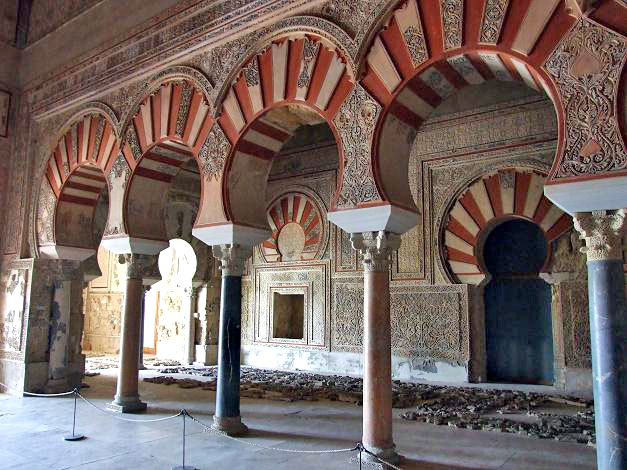
قاعة الاستقبال في قصر الخلافة بمدينة الزهراء.

شيد عبد الرحمن الناصر في مدينة الزهراء قصرًا عظيمًا كان آية في الفخامة والجلال سمّاه «قصر الخلافة»، أحاطه بالرياض الغناء والجنان الساحرة، وجعل جدرانه من الرخام المزدان بالذهب، وفي كل جانب من جوانبه ثمانية أبواب، وقد زينه بالتماثيل والصور البديعة، كما جعل في وسطه صهريجًا عظيمًا ملأه بالزئبق. خصص الناصر الجناح الشرقي من القصر لإقامته، وزوده بأنفس التحف والعجائب، من بينها حوضًا منقوشًا بالذهب أهداه إليه قيصر القسطنطينية، إضافة إلى حوض آخر مُزيّن بإثني عشر تمثال من الذهب المرصع بالجواهر يخرج الماء من فيها إلى الحوض أهداه إليه وزيره أحمد بن حزم.
وفي الزهراء أيضًا، شيد الناصر مسجدًا جامعًا في ثمان وأربعين يومًا فقط. استخدم الناصر لإتمام بناء هذا المسجد ألفًا من المهندسين والعمال والفنانين في اليوم الواحد، وجعل للمسجد قبابًا وأعمدة فاخرة. كان طول المسجد 97 ذراعًا وعرضه 59 ذراعًا وأرضيته من الرخام الخمريّ وفي وسطه فوّارة يجري فيها الماء، وقد حمل إليه منبرًا بديع الصنع والزخارف آية في الجمال. كما بنى الناصر في الزهراء دارًا عظيمة لصناعة الأسلحة وأخرى لصناعة الزخارف والحلي. وقد انتقل عبد الرحمن الناصر للإقامة في الزهراء عام 329 هـ، بعد أن تم بناء القصر والمسجد الجامع.
بلغت مساحة الزهراء تسعمائة وتسعون ألف ذراع، حتى أنه من فرط اتساعها قدّر المؤرخون عدد مصاريع أبوابها بنحو خمسة عشر ألف مصراع ملبّسة بالحديد والنحاس. بعد انتقال الخليفة إلى المدينة، إتخذ الأمراء وكبار القادة ورجال الدولة منازلاً لهم بالمدينة، فاتسعت الزهراء حتى اتصل عمرانها بقرطبة.
ورغم عظمة المدينة وأبهتها وما أنفقه عبد الرحمن الناصر وابنه الحكم المستنصر في عمرانها، إلا أنها لم تدم طويلاً كقاعدة للحكم في الدولة الأموية في الأندلس، حيث انتقلت قاعدة الحكم عام 368 هـ في عهد الخليفة هشام المؤيد بالله بن الحكم المستنصر إلى مدينة الزاهرة التي أسسها الحاجب المنصور بن أبي عامر رجل الدولة القوي الذي كانت بيده مقاليد الحكم في عهد هشام المؤيد بالله، بل تدمرت الزهراء تمامًا خلال الحرب الأهلية التي دارت بين أمراء البيت الأموي في الأندلس طمعًا في عرش الخلافة في بداية القرن الخامس الهجري، ولم يبق من الزهراء سوى أطلال، ظلت باقية إلى القرن السابع الهجري.

#### عمارة المسجد الجامع في قرطبة

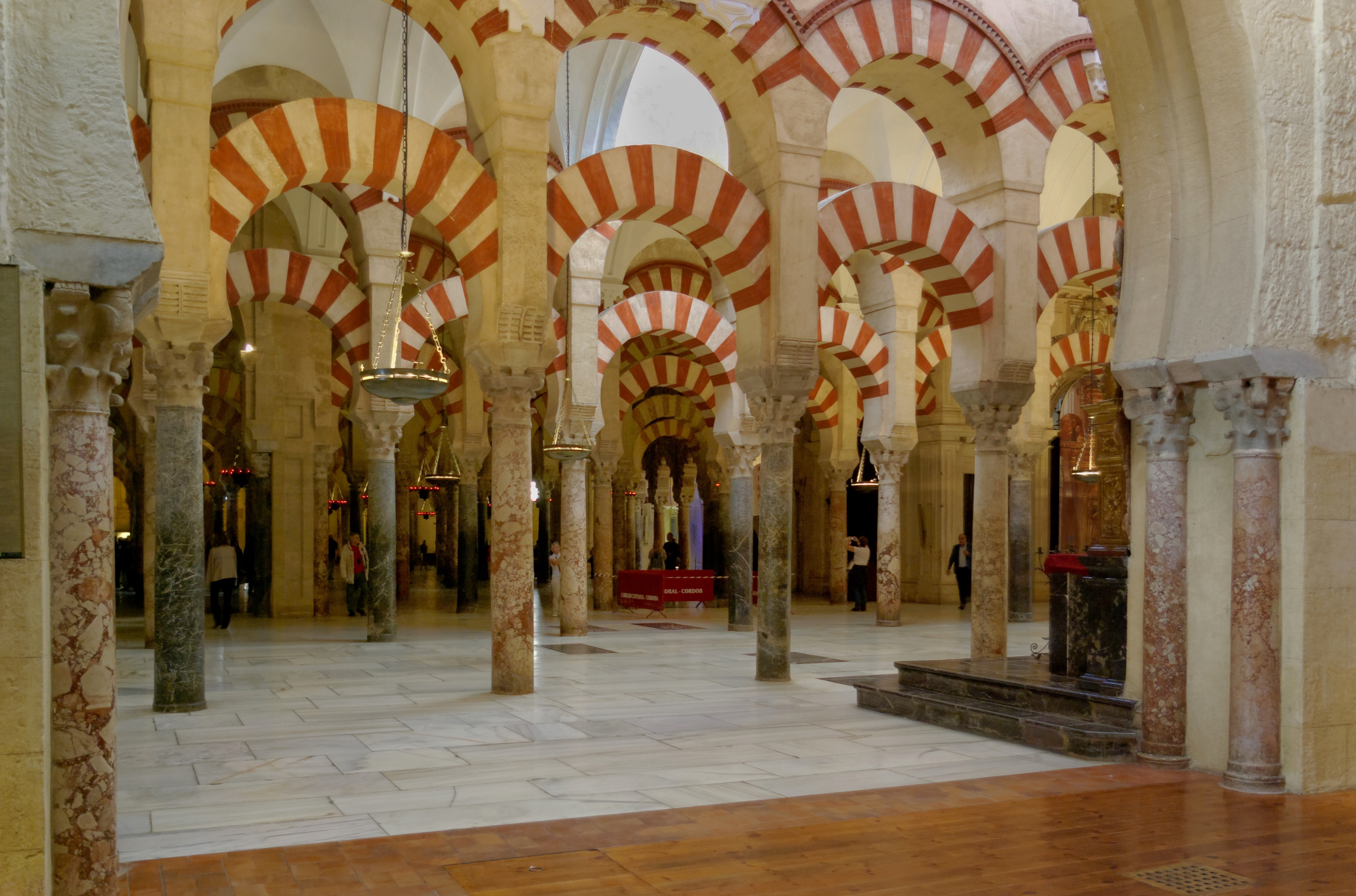
المسجد الجامع في قرطبة.

كأسلافه، اهتم عبد الرحمن الناصر بعمارة المسجد الجامع في قرطبة، فجدّد واجهة المسجد، وإلى اليوم لا تزال اللوحة التي تنوه بهذا العمل تزين أحد أبواب المسجد، الذي حوّله الإسبان بعد سقوط قرطبة إلى كاتدرائية عظيمة، وقد كُتب على تلك اللوحة بخط كوفي: «بسم الله الرحمن الرحيم. أمر عبد الله عبد الرحمن أمير المؤمنين الناصر لدين الله أطال الله بقاؤه ببنيان هذا الوجه وإحكام إتقانه تعظيمًا لشعائر الله ومحافظة على حرمة بيوته التي أذن الله أن ترفع ويذكر فيها اسمه، ولما دعاه على ذلك من تقبل عظيم الأجر وجزيل الذخر مع بقاء شرف الأثر وحسن الذكر، فتم ذلك بعون الله في شهر ذي الحجة سنة ست وأربعين وثلث مائة على يد مولاه ووزيره وصاحب مبانيه عبد الله بن بدر، عمل سعيد بن أيوب».
وفي عام 340 هـ، هدم عبد الرحمن الناصر منارة الجامع القديمة، وشيد مكانها منارة عظيمة مربعة الجوانب لها أربعة عشر شباكًا ذات عقود تحتوي على سلمين أحدهما للصعود والآخر للهبوط، في كل منها 107 درجة، وطولهما 80 ذراعًا حتى موضع ارتقاء المؤذن، وفي قمتها ثلاث تفاحات كبيرة اثنان منهما من الذهب والثالثة من الفضة، إذا وقع ضوء الشمس عليها تخطف الأبصار. وفي عام 346 هـ، زاد الناصر في عمارة المسجد الجامع زيادات كبيرة.

### الجيش والأسطول
في ظل حالة التردي التي وصل إليها حال الدولة الأموية في الأندلس قبل تولي عبد الرحمن الناصر عرش الإمارة، كان لزامًا على عبد الرحمن أن يهتم غاية الاهتمام بأمر الجيش وإصلاحه وإمداده بالأسلحة والذخائر وتدريب الجنود، فالجيش هو الأداة التي كانت ستمكنه من استعادة السيطرة على شئون البلاد الداخلية والخارجية. كما اهتم عبد الرحمن بأمر الأسطول، وأضاف إليه سفنًا جديدة، حتى بلغ حجم الأسطول في ألمرية قاعدة الأساطيل الأندلسية مائتي سفينة متعددة الأنواع والأحجام، إضافة إلى تلك السفن التي تمركزت في المغرب بعد ضم سبتة وطنجة. بل وخصص عبد الرحمن ثلث خراج الأندلس للإنفاق على الجيش والأسطول ودعمهما.
وفي إطار دعم وإصلاح عبد الرحمن للجيش، أراد عبد الرحمن أن يحدّ من سلطة العرب والبربر داخل الجيش، لما وجده منهم من نزعة للخروج على طاعة الأمير، ولجوئهم للتمرد على سلطته متى وجدوا الفرصة سانحة لذلك. فعَمِدَ عبد الرحمن إلى الاعتماد على عنصر آخر من عناصر المجتمع الأندلسي لا عصبية لهم وضيعي المنبت، وهم عنصر الصقالبة، الذين لجأ إلى الاستكثار منهم في صفوف الجيش، وتولية بعضهم للمناصب الهامة في الجيش، حتى أن أحدهم وهو نجدة الصقلبي كان قد أصبح قائدًا أعلى للجيش في فترة من فترات حكم عبد الرحمن الناصر. واستبعد عبد الرحمن رؤساء القبائل والزعماء من مناصبهم بالتدريج، ليجمع عبد الرحمن بذلك مقاليد الحكم كلها بيده. لم يتوقف الأمر عند ذلك، بل وتخلص عبد الرحمن من كل من سولت له نفسه منازعة عبد الرحمن في ملكه، حتى أقرب الناس إلى عبد الرحمن نفسه. فقد بلغه أن ابنه عبد الله يأتمر به مع بعض فتيان القصر وبعض رجال الدولة، فأمر عبد الرحمن بالقبض على كل من شارك في تلك المؤامرة، وأعدمهم كلهم. وفي حادثة أخرى، أعدم عبد الرحمن بعض أبناء عمومته حين بلغه أنهم يأتمرون به.
لم يقتصر اعتماد عبد الرحمن على عنصر الصقالبة في الجيش فقط، بل وقلّدهم عددًا من المناصب الكبرى في القصر وإدارة الدولة، فبرز منهم أفلح صاحب الخيل، ودرّي صاحب الشرطة، وياسر وتمام صاحبي النظر على الخاص. ومع ارتفاع شأن تلك الطبقة في عهد عبد الرحمن الناصر، نمت ثروات الصقالبة، فأصبحوا يمتلكون الضياع والأموال، وقد قدّر بعض المؤرخين عددهم في القصر والحاشية بثلاثة عشر ألف وسبعمائة وخمسين، وفي مدينة الزهراء وحدها ثلاثة الآف وسبعمائة وخمسين فتى وستة الآف وسبعمائة وخمسين جارية.
كان لهذه السياسة التي انتهجها عبد الرحمن بتقريب الموالي والصقالبة على حساب العرب والبربر في الجيش أثرها السئ على معنويات العرب والبربر. كان ذاك الفتور الذي أصاب قادة العرب والبربر في الجيش أحد أسباب الهزيمة العسكرية في معركة الخندق عام 327 هـ، بعد أن جاشت النفوس بالأحقاد تجاه الموالي والصقالبة الذين تولوا كبرى المناصب في الجيش.

### الاقتصاد

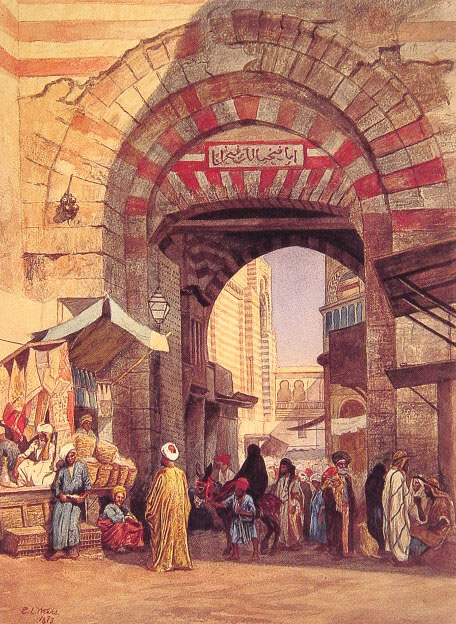
رسمٌ لإحدى الأسواق بالأندلس بعد أن استتب الأمر فيها لبني أمية.

بعد أن استطاع عبد الرحمن الناصر أن يصل بالبلاد إلى حالة من الاستقرار والأمن بعد السيطرة على التمردات الداخلية، وبعد نجاح حملاته التي كان يرسلها لقتال الممالك المسيحية في الشمال، والتي كانت تعود محملة بالغنائم والأموال، انتعش الاقتصاد الأندلسي، وتحسنت أحوال البلاد الزراعية والصناعية، حتى بلغت جباية الأندلس من الكور والقرى في عهد عبد الرحمن الناصر خمسة ملايين وأربعمائة وثمانين ألف دينار، ومن ضريبة الأسواق سبعمائة وخمس وستين ألف دينار، بالإضافة إلى ما كان يدخل خزائن الدولة من أخماس الأغنام.
وقد اتخذ عبد الرحمن الناصر سياسة مالية في التعامل مع تلك الأموال، بأن خصص ثلثًا أموال الجباية لنفقات الجيش والأسطول وثلثًا للبناء والتعمير والثلث الأخير فقد كان يدخره لنوائب الدهر.
وفي 17 رمضان 316 هـ، أمر عبد الرحمن ببناء دار السكة لضرب الدراهم والدنانير في قرطبة، وولى الوزير أحمد بن محمد بن حدير أمر إدارة دار السكة.

### العلاقات الخارجية
بعد أن دبّ الوهن في أوصال الخلافة العباسية في بغداد، أصبحت الأندلس مركز العالم الإسلامي وإحدى القوى العظمى في العالم في تلك الفترة التي تزامنت مع تولي عبد الرحمن الناصر عرش الأندلس، فأصبحت قرطبة عاصمة الخلافة الأموية في الأندلس وجهة السفارات القادمة من دول أوروبا تخطب ود حكام الأندلس.

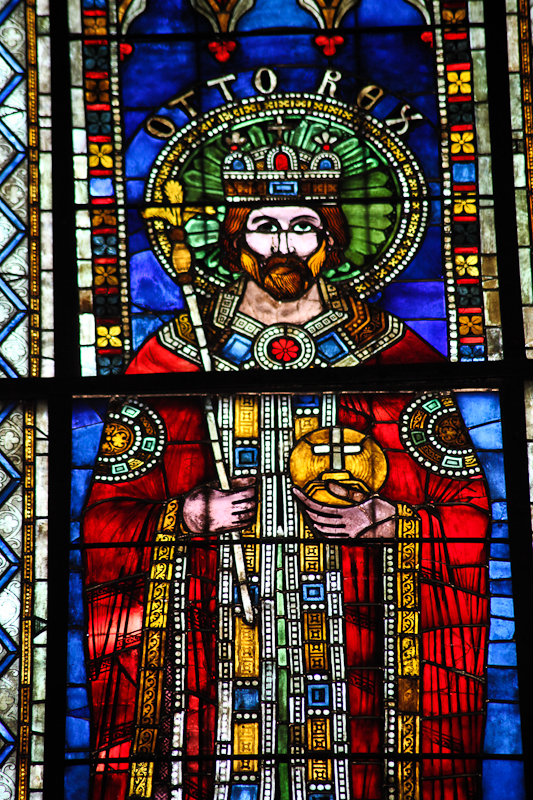
رسم على زجاج ملون للإمبراطور أوتو الأول، صاحب أشهر سفارة إلى عبد الرحمن الناصر.

ففي عام 338 هـ، استقبلت قرطبة رسل قسطنطين السابع قيصر القسطنطينية الملقب ببورفيروجنتوس المحملين بالهدايا النفيسة من القيصر إلى خليفة المسلمين في الأندلس، وقد استقبلهم عبد الرحمن الناصر في قصر قرطبة في أبهته يحيط به أبنائه وأقاربه وكبار رجال دولته. انبهر رسل القيصر بما شاهدوه من مظاهر العظمة والأبهة في قصر قرطبة، وعند مغادرتهم عائدين إلى القسطنطينية، بعث عبد الرحمن الناصر بهشام بن هذيل معهم سفيرًا إلى قيصر القسطنطينية محملاً بالهدايا العظيمة لتوثيق عرى المودة بين الدولتين.
يرجح بعض المؤرخين المعاصرين كعبد المجيد نعنعي ومحمد عبد الله عنان أن الهدف من تلك السفارة المتبادلة بين البلدين، لمناقشة تكوين تحالف مشترك لمواجهة الخطر الجديد الذي أصبح يهدد أساطيل البلدين في البحر المتوسط في وجود سفن الدولة الفاطمية الناشئة في جنوب المتوسط، والتي كانت تهدد قواعد الأندلس البحرية غرب المتوسط، إضافة إلى الشواطئ الجنوبية للإمبراطورية البيزنطية.
تبادل عبد الرحمن الناصر السفارات أيضًا مع بطرس الأول إمبراطور بلغاريا ولويس الرابع ملك فرنسا اللذان سعيا لكسب ود عبد الرحمن وصداقته. كما استقبل عبد الرحمن رسل البابا يوحنا الثاني عشر بابا الفاتيكان الذي سعى أيضًا إلى تدشين علاقات طيبة مع زعيم المسلمين في أوروبا.
إلا أن سفارة الحبر يوحنا الجورزيني سفير الإمبراطور أوتو الأول إمبراطور الإمبراطورية الرومانية المقدسة وملك الألمان عام 344 هـ، كانت أهم وأخطر السفارات التي وفدت على قرطبة في عهد عبد الرحمن الناصر. وفد يوحنا الجورزيني على قرطبة محملاً بالهدايا النفيسة، فأمر عبد الرحمن باستقباله بحفاوة، وإحسان وفادته. إلا أن عبد الرحمن رفض أن يستقبل يوحنا، بعدما علم بأنه جاء برسالة تهدف إلى عقد ما يشبه المناظرة الدينية بين الإسلام والمسيحية. ومع إلحاح يوحنا طلبًا لمقابلة عبد الرحمن، أرسل عبد الرحمن إلى يوحنا من يخبره بأنه رهن الاعتقال في قرطبة، ردًا من عبد الرحمن على احتجاز أوتو لأسقف كان قد أرسله عبد الرحمن إلى أوتو، فاحتجزه أوتو ثلاثة أعوام، بل وأن عبد الرحمن سيحتجزه أضعاف تلك المدة لأنه أرفع شأنًا من ملك المسيحيين. ثم رأى عبد الرحمن أن يرسل رسولاً آخر إلى أوتو ليستوثق من صدق نوايا أوتو، فأرسل الأسقف ربيع أحد أبرز المسيحيين في بلاطه إلى بلاط الإمبراطور أوتو، على أن يظل يوحنا الجورزيني محتجزًا إلى أن يعود الأسقف ربيع. وبعد عامين، عاد الأسقف ربيع، بعد أن أكرم أوتو وفادته، فقبل عندئذ عبد الرحمن مقابلة يوحنا الجورزيني والإطلاع على فحوى رسالته. كانت رسالة أوتو إلى عبد الرحمن تهدف في الأساس إلى طلب مساعدة عبد الرحمن لمنع هجمات المستعمرات الإسلامية في جنوب أوروبا على الأراضي المسيحية، إلا أن عبد الرحمن ردّ طلب أوتو بلطف مبررًا ذلك بأنه ليس له سلطة على أولئك المستعمرين.

## وفاته
قضى عبد الرحمن الناصر العامين الأخيرين من حياته في صراع مع المرض، وفي الثاني من رمضان من عام 350 هـ، توفي عبد الرحمن بعد أن أمضى خمسين عامًا في حكم الأندلس، استطاع خلالها بحزمه وصرامته وحنكته وبعد نظره أن يعيد توحيد البلاد تحت سلطة فعلية للأمير، وأصبحت الأندلس في عصره دولة مهابة الجانب يخطب ملوك أوروبا القاصي منهم والداني ود عبد الرحمن وصداقته، وتخشى الممالك المسيحية المجاورة لدولته بأسه وبطشه، فاستعاد بذلك للإسلام عزته في تلك البلاد النائية.
مات عبد الرحمن الناصر وقد أنجب من الولد أحد عشر وهم الحكم وعبد العزيز والأصبغ وعبيد الله وعبد الجبار وعبد الملك وسليمان وعبد الله ومروان والمنذر والمغيرة، وقد خلفه من بعده ولده الحكم الملقب بالخليفة المستنصر بالله.
ترك عبد الرحمن الناصر تأريخًا وجد بعد وفاته بخط يده كتب فيها: ««أيام السرور التي صفت لي دون تكدير في مدة سلطاني، يوم كذا من شهر كذا من سنة كذا» فعدت تلك الأيام فوجدت أربعة عشر يومًا.»

## شخصيته
استطاع عبد الرحمن أيضًا أن يجمع بين شخصية القائد العسكري المحنك والسياسي الداهية ورجل الدولة والإدارة اللبيب، وهي الصفات التي لم يسبق أن اجتمعت في حاكم للأندلس منذ عهد جده الأمير عبد الرحمن الداخل.
وقد وصفه ابن الأثير بأنه : «رجل أبيض أشهل حسن الوجه عظيم الجسم قصير الساقين.»، وأضاف ابن حزم أنه كان أشقرَ هو وكل بنيه. ورغم شخصيته الجادة الحازمة، إلا أنه كان أديبًا يهوى نظم الشعر، ويقرب الشعراء والأدباء، شغوفًا باقتناء نفائس الكتب.
كما قال عنه الذهبي في سير أعلام النبلاء: «كان لا يمل من الغزو، فيه سؤدد وحزم وإقدام، وسجايا حميدة. أصابهم قحط، فجاء رسول قاضيه منذر البلوطي يحركه للخروج، فلبس ثوبا خشنًا، وبكى واستغفر، وتذلل لربه، وقال: ناصيتي بيدك، لا تعذب الرعية بي، لن يفوتك مني شيء. فبلغ القاضي، فتهلل وجهه، وقال: إذا خشع جبار الأرض، يرحم جبار السماء، فاستسقوا ورحموا. وكان - رحمه الله - ينطوي على دين، وحسن خلق ومزاح.»
كان عبد الرحمن يُجل رجال الدين ويتقبل نقدهم، فقد وجّه له القاضي المنذر بن سعيد البلوطي نقدًا لاذعًا مبطّنًا تأذى منه عبد الرحمن من على المنبر في خطبة الجمعة لإسرافه في الإنفاق على بناء مدينة الزهراء، فأسر عبد الرحمن لابنه قائلاً : «والله لقد تعمدني منذر بخطبته، وما عنى بها غيري، فأسرف عليّ وأفرط في تقريعي وتفزيعي، ولم يحسن السياسة في وعظي، فزعزع قلبي وكاد بعصاه يقرعني». ورغم ذلك لم يلجأ عبد الرحمن لعقاب القاضي أو مسه بأي صورة من الصور، وإنما أقلع عن الصلاة خلف المنذر بعدئذ. كما كان حازمًا في مواجهة الحركات الدينية كحركة ابن مسرة الجبلي الذي كان ينشر آراء المعتزلة واستطاع جذب مريدين واستمرت حركته حتى عام 340 هـ رغم وفاة ابن مسرة نفسه عام 319 هـ، ولم تنتهِ إلا بأمر من عبد الرحمن الناصر بملاحقة الحركة ومنعها.
انتقد البعض نهج عبد الرحمن في الحكم، ونظريته الخاصة في الاستئثار بمقاليد الحكم كلها في يده، وهو ما بدا جليًّا في محادثته مع يوحنا الجورزيني سفير الأمبراطور أوتو الأول إليه، عندما أبدى امتعاضه من نظام الحكم الإقطاعي الذي كان سائدًا في ألمانيا حينئذ، قائلاً : «إن ملككم أمير حكيم ماهر، ولكن في سياسته شيئًا لا استسيغه، وهو أنه بدلاً من أن يقبض بيديه على جميع السلطات، ينزل عن بعضها لأتباعه، ويترك لهم بعض ولاياته، معتقدًا أنه يكسب بذلك، وهذا خطأ فادح، فإن مداراة العظماء لا يمكن إلا أن تزيد في كبريائهم، وتذكي رغبتهم في الثورة.» كما انتقده البعض لقسوته في معاملة بعض عبيده الذين استخدمهم في ناعورة قصره بدلاً من الأقداس الغارفة للماء. إضافة لقتله ابنه عبد الله وعمه العاصي بعد أن اتهمهما بتدبير مؤامرة ضده. كذلك سخطه على عمته شقيقة عمه المطرف الذي قتل أباه وطردها.
وقد كانت شخصية عبد الرحمن مثار إعجاب العديد من المؤرخين الغربين، فقد وصفه المستشرق دوزي قائلاً: «إن ذلك الرجل الحكيم النابه الذي استأثر بمقاليد الحكم، وأسس وحدة الأمة ووحدة السلطة معًا، وشاد بواسطة معاهداته نوعًا من التوازن السياسي، والذي اتسع تسامحه الفياض لأن يدعو إلى نصحه رجالاً من غير المسلمين، لأجدر بأن يعتبر قرينًا لملوك العصر الحديث، لا خليفة من خلفاء العصور الوسطى.»

## النسب
| \| \| \| \| \| \| \| \| \| \| \| \| \| \| \| \| \| \| \| \| 16. عبد الرحمن الأوسط، أمير قرطبة \| \| \| \| \| \| \| \| \| \| \| \| \| \| \| \| \| \| \| \| \| \| \| \| \| \| \| \| \| \| \| \| \| \| \| \| \| \| \| \| \| \| \| \| \| \| \| \| \| \| \| \| \| \| 8. محمد الأول، أمير قرطبة \| \| \| \| \| \| \| \| \| \| \| \| \| \| \| \| \| \| \| \| \| \| \| \| \| \| \| \| \| \| \| \| \| \| \| \| \| \| \| \| \| \| \| \| \| \| \| \| \| \| \| \| \| \| 17. بهير[128] \| \| \| \| \| \| \| \| \| \| \| \| \| \| \| \| \| \| \| \| \| \| \| \| \| \| \| \| \| \| \| \| \| \| \| \| \| \| \| \| \| \| \| \| \| \| \| \| \| \| \| \| \| \| 4. عبدالله، أمير قرطبة \| \| \| \| \| \| \| \| \| \| \| \| \| \| \| \| \| \| \| \| \| \| \| \| \| \| \| \| \| \| \| \| \| \| \| \| \| \| \| \| \| \| \| \| \| \| \| \| \| \| \| \| \| \| 9. بهار[129] \| \| \| \| \| \| \| \| \| \| \| \| \| \| \| \| \| \| \| \| \| \| \| \| \| \| \| \| \| \| \| \| \| \| \| \| \| \| \| \| \| \| \| \| \| \| \| \| \| \| \| \| \| \| 2. محمد \| \| \| \| \| \| \| \| \| \| \| \| \| \| \| \| \| \| \| \| \| \| \| \| \| \| \| \| \| \| \| \| \| \| \| \| \| \| \| \| \| \| \| \| \| \| \| \| \| \| \| \| \| \| 20. غارسيا إنيغيث، ملك بامبلونا[130] \| \| \| \| \| \| \| \| \| \| \| \| \| \| \| \| \| \| \| \| \| \| \| \| \| \| \| \| \| \| \| \| \| \| \| \| \| \| \| \| \| \| \| \| \| \| \| \| \| \| \| \| \| \| 10. فرتون غارسيث، ملك بامبلونا [130] \| \| \| \| \| \| \| \| \| \| \| \| \| \| \| \| \| \| \| \| \| \| \| \| \| \| \| \| \| \| \| \| \| \| \| \| \| \| \| \| \| \| \| \| \| \| \| \| \| \| \| \| \| \| 5. أونيكا فورتيث من نافارا[130] \| \| \| \| \| \| \| \| \| \| \| \| \| \| \| \| \| \| \| \| \| \| \| \| \| \| \| \| \| \| \| \| \| \| \| \| \| \| \| \| \| \| \| \| \| \| \| \| \| \| \| \| \| \| 11. أوريا[130] \| \| \| \| \| \| \| \| \| \| \| \| \| \| \| \| \| \| \| \| \| \| \| \| \| \| \| \| \| \| \| \| \| \| \| \| \| \| \| \| \| \| \| \| \| \| \| \| \| \| \| \| \| \| 1. عبدالرحمن الناصر لدين الله، خليفة قرطبة \| \| \| \| \| \| \| \| \| \| \| \| \| \| \| \| \| \| \| \| \| \| \| \| \| \| \| \| \| \| \| \| \| \| \| \| \| \| \| \| \| \| \| \| \| \| \| \| \| \| \| \| \| \| 3. مزنة (أو "ماريا") \| \| \| \| \| \| \| \| \| \| \| \| \| \| \| \| \| \| \| \| \| \| \| \| \| \| \| \| \| \| \| \| \| \| \| \| \| \| \| \| \| \| \| \| \| \| \| \| \| \| \| \| |                                            |  |  |  |  |  |  |  |  |  |  |  |  |  |  |  |
| |                                            |  |  |  |  |  |  |  |  |  |  |  |  |  |  |  |
| | 16. عبد الرحمن الأوسط، أمير قرطبة          |  |  |  |  |  |  |  |  |  |  |  |  |  |  |  |
| |                                            |  |  |  |  |  |  |  |  |  |  |  |  |  |  |  |
| |                                            |  |  |  |  |  |  |  |  |  |  |  |  |  |  |  |
| | 8. محمد الأول، أمير قرطبة                  |  |  |  |  |  |  |  |  |  |  |  |  |  |  |  |
| |                                            |  |  |  |  |  |  |  |  |  |  |  |  |  |  |  |
| |                                            |  |  |  |  |  |  |  |  |  |  |  |  |  |  |  |
| | 17. بهير                                   |  |  |  |  |  |  |  |  |  |  |  |  |  |  |  |
| |                                            |  |  |  |  |  |  |  |  |  |  |  |  |  |  |  |
| |                                            |  |  |  |  |  |  |  |  |  |  |  |  |  |  |  |
| | 4. عبدالله، أمير قرطبة                     |  |  |  |  |  |  |  |  |  |  |  |  |  |  |  |
| |                                            |  |  |  |  |  |  |  |  |  |  |  |  |  |  |  |
| |                                            |  |  |  |  |  |  |  |  |  |  |  |  |  |  |  |
| | 9. بهار                                    |  |  |  |  |  |  |  |  |  |  |  |  |  |  |  |
| |                                            |  |  |  |  |  |  |  |  |  |  |  |  |  |  |  |
| |                                            |  |  |  |  |  |  |  |  |  |  |  |  |  |  |  |
| | 2. محمد                                    |  |  |  |  |  |  |  |  |  |  |  |  |  |  |  |
| |                                            |  |  |  |  |  |  |  |  |  |  |  |  |  |  |  |
| |                                            |  |  |  |  |  |  |  |  |  |  |  |  |  |  |  |
| | 20. غارسيا إنيغيث، ملك بامبلونا            |  |  |  |  |  |  |  |  |  |  |  |  |  |  |  |
| |                                            |  |  |  |  |  |  |  |  |  |  |  |  |  |  |  |
| |                                            |  |  |  |  |  |  |  |  |  |  |  |  |  |  |  |
| | 10. فرتون غارسيث، ملك بامبلونا             |  |  |  |  |  |  |  |  |  |  |  |  |  |  |  |
| |                                            |  |  |  |  |  |  |  |  |  |  |  |  |  |  |  |
| |                                            |  |  |  |  |  |  |  |  |  |  |  |  |  |  |  |
| | 5. أونيكا فورتيث من نافارا                 |  |  |  |  |  |  |  |  |  |  |  |  |  |  |  |
| |                                            |  |  |  |  |  |  |  |  |  |  |  |  |  |  |  |
| |                                            |  |  |  |  |  |  |  |  |  |  |  |  |  |  |  |
| | 11. أوريا                                  |  |  |  |  |  |  |  |  |  |  |  |  |  |  |  |
| |                                            |  |  |  |  |  |  |  |  |  |  |  |  |  |  |  |
| |                                            |  |  |  |  |  |  |  |  |  |  |  |  |  |  |  |
| | 1. عبدالرحمن الناصر لدين الله، خليفة قرطبة |  |  |  |  |  |  |  |  |  |  |  |  |  |  |  |
| |                                            |  |  |  |  |  |  |  |  |  |  |  |  |  |  |  |
| |                                            |  |  |  |  |  |  |  |  |  |  |  |  |  |  |  |
| | 3. مزنة (أو "ماريا")                       |  |  |  |  |  |  |  |  |  |  |  |  |  |  |  |
| |                                            |  |  |  |  |  |  |  |  |  |  |  |  |  |  |  |
| |                                            |  |  |  |  |  |  |  |  |  |  |  |  |  |  |  |

## وصلات خارجية
- عبد الرحمن الناصر لدين الله على موقع الموسوعة البريطانية (الإنجليزية)